# Wiesentheid
Wiesentheid é um município da Alemanha, localizado na Francônia baixa, no distrito de Kitzingen, na Baviera.

## Geografia

### Cidades vizinhas
As cidades vizinhas de Wisentheid são (do começo ao norte no sentido horário): Volkach, Prichsenstadt, Geiselwind, Abtswind, Rüdenhausen, Kleinlangheim e Schwarzach am Main.

## Atrações
- Gräfliches Schloss Wiesentheid
- Kanzleistraße mit historischen Verwaltungsgebäuden
- Schlosspark
- Katholische Pfarrkirche St.Mauritius von Balthasar Neumann
- Historisches Pfarrhaus
- Kreuzigungsgruppe von Jacob van der Auvera
- Historische Mariensäule in der Ortsmitte
- Kreuzkapelle (Grablege der gräflichen Schönborn-Familie)

## Links relacionados
- www.wiesentheid.de – Site da internet de Wiesentheid.
- http://www.monumente-online.de/09/05/streiflichter/Wiesentheid_Pfarrkirche.php
- http://www.hdbg.eu/gemeinden/web/index.php/detail?rschl=9675178
- https://www.statistik.bayern.de/statistikkommunal/09675178.pdfReferências